# Pour me rendre à mon bureau

Pour me rendre à mon bureau est le titre d'une chanson de Jean Boyer de 1945. Les paroles et la musique sont de Jean Boyer. Interprète : Georges Tabet.

## La chanson
L'auteur y évoque de façon humoristique les conditions de vie de la guerre, surtout les restrictions et réquisitions dans le domaine des transports. Il écrit par exemple :

« Mais vint septembre

Et je pars pour la guerre.

Huit mois plus tard, en revenant,

Réquisition de ma onze-chevaux légère

Streng verboten provisoirement. »

## Reprises
Cette chanson a été reprise notamment par :
- Georges Brassens sur l'album Georges Brassens chante les chansons de sa jeunesse en 1980.
- Les Ogres de Barback sur l'album Fausses notes & Repris de Justesse en 2000.
- Les Croquants sur l'album Ca sent la bière en 2003.
- Les Petites Bourrettes sur l'album Comme des rois... en 2003.

Un clip a été réalisé en 2006 par Vincent Burgevin sur la musique des Petites Bourrettes.